# Norman Dinsdale
Norman Dinsdale là một cầu thủ bóng đá người Anh.